# Parasynatops konoi
Parasynatops konoi es una especie de coleóptero de la familia Attelabidae.

## Distribución geográfica
Habita en Japón y Rusia.